# Tyska skolan Stockholm
Tyska skolan Stockholm (tyska: Deutsche Schule Stockholm), även kallad DSS, belägen på gården till Karlavägen 25, grundades 1612. Den är också den näst äldsta tyska skolan i utlandet. Den är en av två tyska skolor i Sverige.

## Historia
Förmodligen fanns det redan omkring 1550 en tysk skola i Stockholm. Men först 1612 fick skolan som bedrivits av den tyska församlingen kungligt privilegium. Denna skola finns fortfarande i dag, men den har inte existerat utan avbrott. Det går att urskilja tre faser i skolans historia.

### I S:ta Gertruds regi, 1612–1888

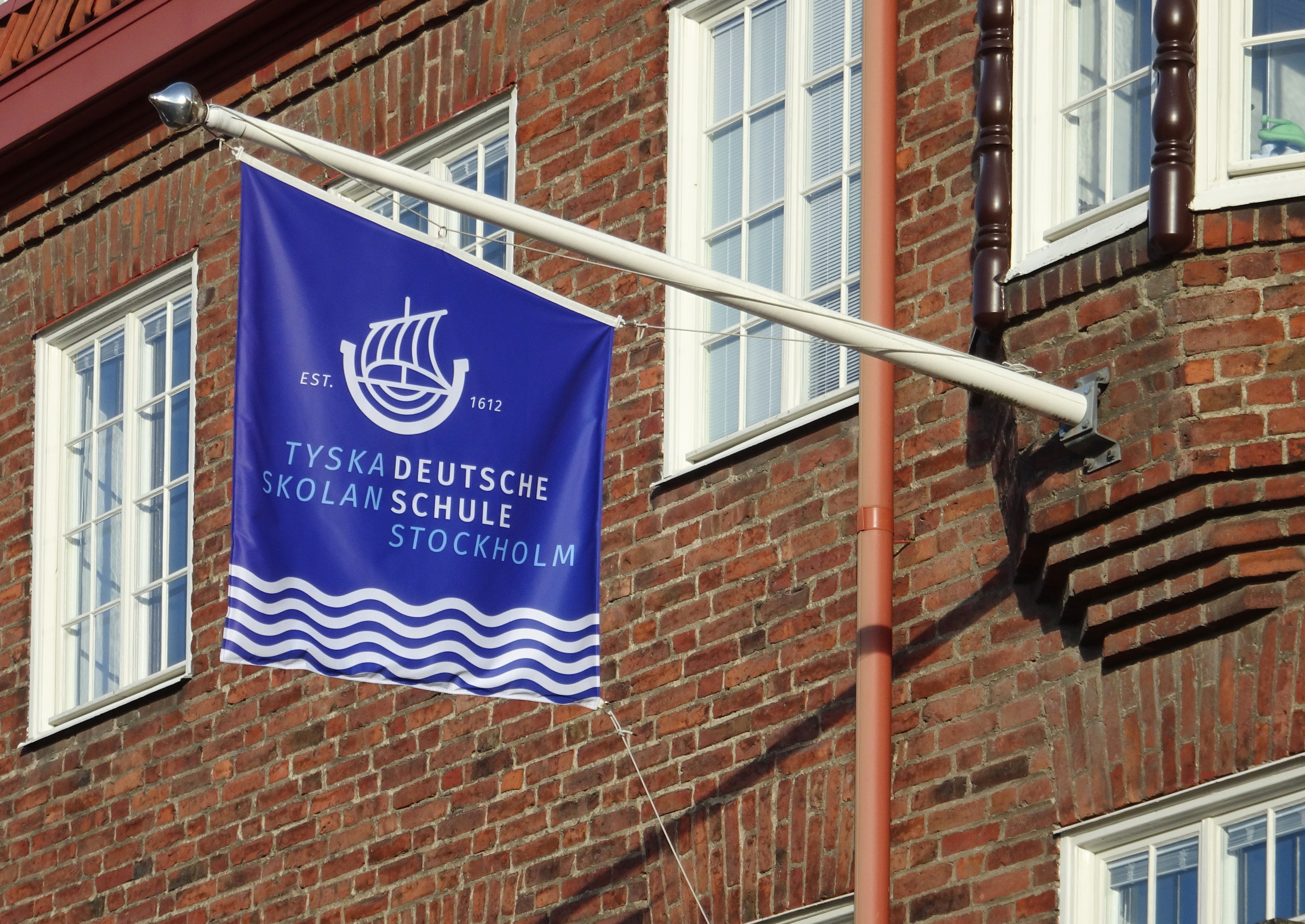
Skolans flagga på Bragevägen 2.

Från 1612 till 1888 fanns det en tysk skola i Gamla Stan i den tyska S:ta Gertruds församlingens regi. Där finns det fortfarande en gränd som heter "Tyska Skolgränd". I det privilegium som Gustav II Adolf utfärdade 1612 får vi läsa: ”Påsamma sätt må de (den tyska församlingen) få möjlighet att organisera en tysk skola, där de kunna låta lära sina barn att läsa och skriva och annat de kunna bruka i kyrkan till att sjunga när så behövs. Och inga fler tyska skolor än denna enda ska vara tillåtet att hållas här i staden ". Skolan hade dock svårt att hävda sitt monopol. Det fanns "Winckel- och Beyschulen" som också bar namnet "tyska skolan". Det fanns bara tre klasser, och dessutom föredrog många föräldrar privatundervisning för sina barn. 1670 utvidgades skolan, och ett angränsande hus förvärvades; ingången till skolan (Tyska Skolgränd 4) blev prydd med en latinsk inskription: "Dum skolastiska teutonici coetus exstructa vigescit, exsurget studiis gloria iusta piis" (Så länge skolan som byggdes av den tyska församlingen är vid liv, må pliktskyldiga studier belönas av välförtjänt berömmelse).
1667 fick skolan sin förste rektor, Johan Herbinius.
I december 1704 lagstadgades skoltiden "från 7 till 11 och från 2 till 5, men under vintern från 8 till 11 och från 2 till 4". År 1717 bekräftade Karl XII den tyska St:a Gertruds kyrkans privilegium att som enda institution kunna bedriva en tysk läroanstalt. På 1770-talet kallades skolan "Lyceum av den tyska nationen" och "unga fruntimmer", flickor av rika föräldrar borde få lektioner från klockan 11 till 1. Under 1600-talet uppförde skolans studentteater skådespel bland annat för hovet. År 1776 möjliggjordes en ny byggnad för den tyska skolan tack vare arvet efter hovkällarmästaren Peter Hinrich Fuhrmann (1714–1773). Den nya byggnaden var belägen vid hörnet av Tyska Skolgränd och Själagårdsgatan, medan den gamla skolan i Tyska Skolgränd 4 hyrdes ut. Från slutet av 1700-talet blev allt fler "unga svenskar med högre utbildningsavsikter" elever i Tyska National-Lyceum, bland andra den senare pedagogen Carl Ulrik Broocman.
Under den första hälften av 1800-talet gjordes tyska uttryckligen till obligatoriskt språk i grundskolan, "eftersom barnen allt oftare pratade svenska med varandra." Engelska infördes som ett ytterligare skolämne, och en "svensk ortograf" (som betalades av tyska församlingen) gav dessutom undervisning i svenska språket.  Efter en brand på toppen av Tyska Kyrkans torn år 1878 hade den tyska församlingen ekonomiska svårigheter under de följande åren. Elevantalet på tyska skolan (nu på Själagårdsgatan 15) hade minskat till 80 elever (jämfört med över 160 elever på 1820-talet), medan det tyska språket samtidigt spridits i de svenska offentliga och privata skolorna. Man beslöt därför att stänga skolan i dess dåvarande form. Den ersattes av en språkskola som finansierades av Fuhrmanns stiftelse. Mot slutet av 1920-talet fanns det ca 100 elever i denna skola som hade 12 timmar tyskundervisning i veckan i fem grupper. Bara en fjärdedel av eleverna var barn i församlingen. "Fuhrmanns språkskola" som en del av den Tyska S:ta Gertruds församling finns även i dag. Den erbjuder tyskundervisning för svenskar, men även svenskundervisning för tyskar som flyttat till Stockholmsområdet.

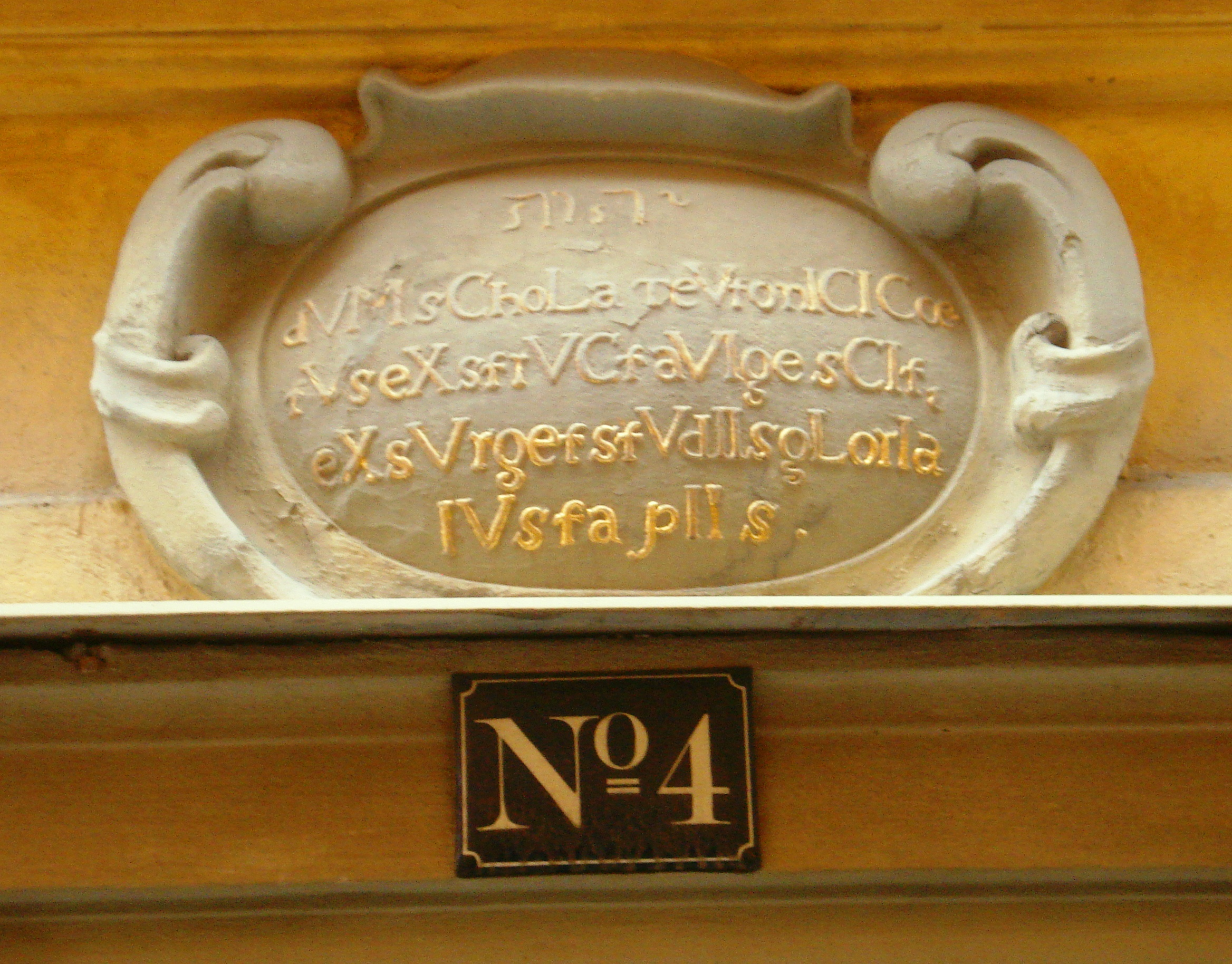
Medaljong med en latinsk inskrift från 1670 ovanför portalen vid Tyska Skolgränd 4 i Gamla Stan. Här låg den tyska skolan i Stockholm från 1612 till 1776.

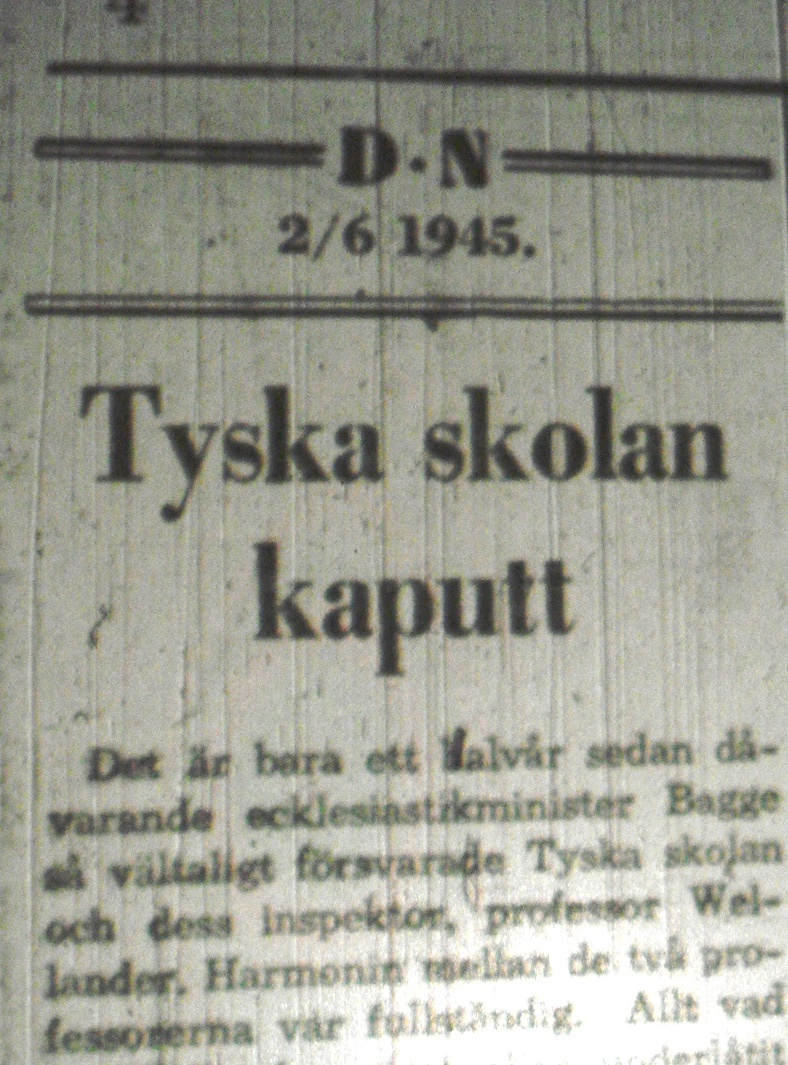
Enligt DNs ledare från den 2 juni 1945 blev Tyska skolan "ohjälpligt komprometterad".

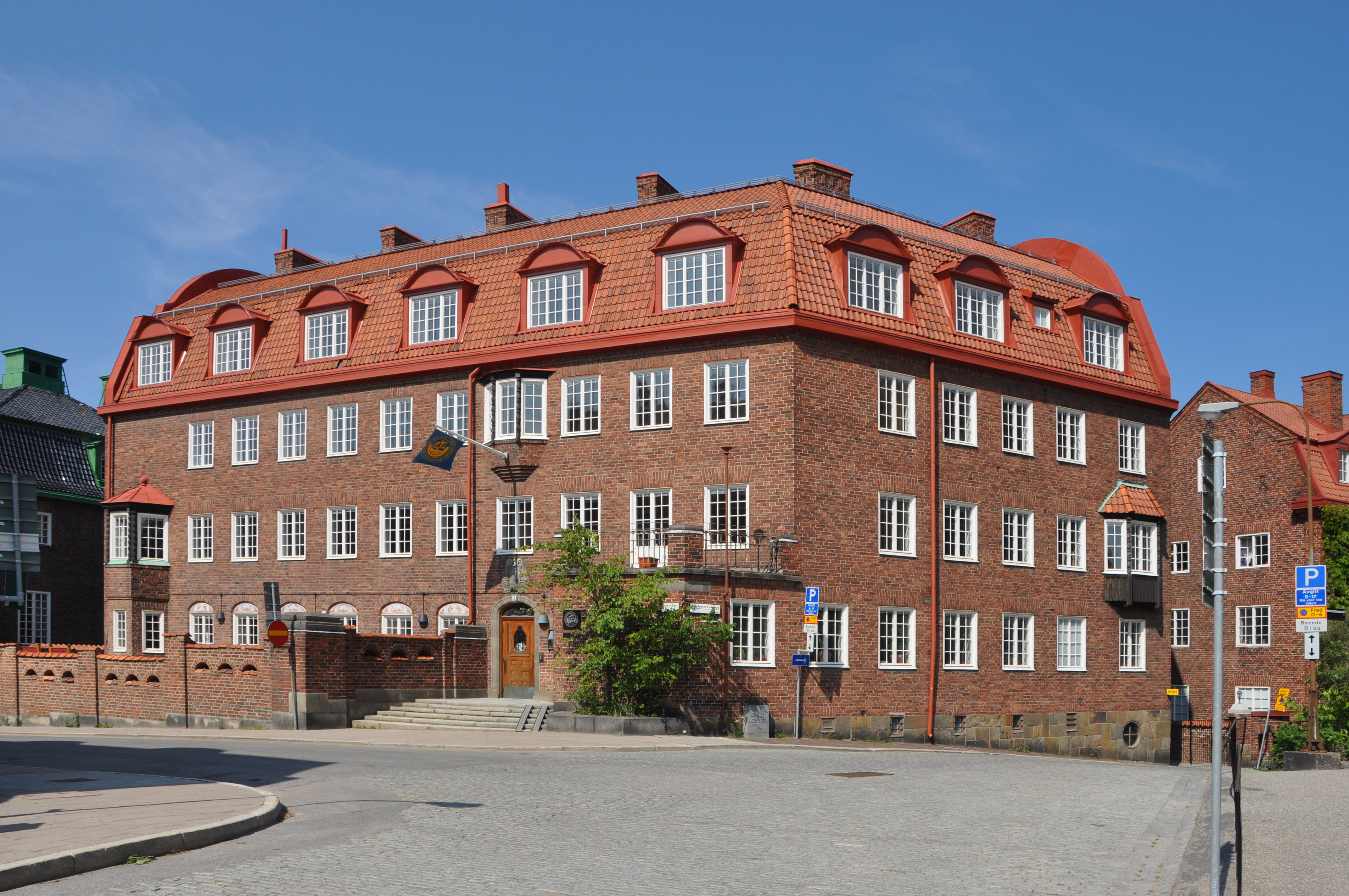
Bragevägen 2, Tyska skolans grundskola i den före detta DDR-ambassaden (Sidensvansen 6).

### Tyska skolan AB, 1941–1945
Den 1 september 1941 öppnades på nytt en tysk skola i Stockholm, nu på Karlavägen 25, i lokaler som tidigare använts av  Anna Sandströms skola, och under huvudmannaskap av Tyska skolan AB. I skolrådet vid Tyska skolan AB fanns bl.a. medlemmar från tyska nazistpartiet; vidare ingick bland andra Sven Hedin. Skolan fyllde en viktig funktion i den samlade tyska propagandainsatsen i Sverige under krigsåren. Skolans finansiering skedde huvudsakligen genom tyska statsmedel. Tyngdpunkten i undervisningen låg på inlärandet av tyska och undervisningen bedrevs i huvudsak på tyska. På schemat stod emellertid även ämnen som var främmande för samtida svenska skolor: politisk skolning, raslära och flygfysik. Vidare fanns vid skolan underavdelningar av Hitlerjugend och Bund Deutscher Mädel. Man firade i skolan Heldengedenktag och Adolf Hitlers födelsedag. Skolan i detta bolags regi lades ned vid krigsslutet maj 1945 efter det att Tyska församlingen avböjt att överta verksamheten. Stockholms stad övertog skollokalerna efter Tysklands kapitulation och arkivet överlämnades till Stockholms stadsarkiv.

### Tyska skolan, 1953–idag
År 1953 startade Tyska skolan återigen i Stockholm av en förening som kallades för ”Östermalms kommitté” och åtföljdes 1955 av Tyska Skolföreningens huvudmannaskap. Skolans första adress var på Svartmannagatan 16 i Gamla stan. I början omfattade skolan sju elever som inhystes på etage 2. Från och med 1954 fick den nyttja flera rum i ungdomshemmet på Folkungagatan på Södermalm. Antalet elever hade då utökats till 22. 1955 sändes det för första gången lärare från Tyskland. Tre år efter det flyttades skolan till Karlavägen 25, där skolan redan hade funnits under nationalsocialismens tid. Till en början hyrde skolan byggnaden. Idag ägs den av tyska staten. 1958 blev Tyska skolan godkänd som tysk utlandsskola från Kultusministerkonferenz i Tyskland. Föräldraföreningen startades samma år. Under uppsikt av den svenska skolstyrelsen hade skolan emellertid nått tio klasser. Eleverna kunde avsluta med både den tyska Mittlere Reife och den svenska realexamen. Skolan hade nu 150 elever. Lekskolan installerades 1960. 
1962 var det för första gången möjligt att ta studentexamen. Endast fem manliga elever tenterade, medan totala antalet elever hade växt till över 200. Skolåret 1968/69 startade med femdagarsveckan, som hade mjukstartat året innan med varannan lördag ledig.
Skolmodellen diskuterades intensivt på 70 och 80-talet. Skulle man främja en Begegnungsschule, där alla nationer kunde mötas, eller skulle man främja en Expertenschule, där endast barn från tyska specialister som t.ex. affärsmän eller diplomater fick gå? Man bestämde sig för modellen Begegnungsschule, där grundskolan startade med två klasser, en för tyskt och en för svenskt modersmål. I femte klass fördes de samman i blandade gymnasieklasser. 
Efter återföreningen av Öst- och Västtyskland förlorade DDR-ambassaden på Bragevägen 2 i Lärkstaden sin funktion och byggnaden ställdes till förfogande för Tyska skolans grundskola. Idag (2022) hyser byggnaden på Bragevägen 2, som heter Sidensvansen 6, Tyska skolans klass F–3 och fritidshem.
På 50-årsjubileet 1953–2003 deltog förbundspresident Johannes Rau. Redan femton år tidigare, 1988, hade förbundspresident Richard von Weizsäcker tillsammans med svenska kungaparet besökt Tyska skolan. Den 4 maj 2012 besöktes skolan återigen av svenska kungaparet samt den tredje förbundspresidenten Joachim Gauck skolan som höll ett tal med anledning av 400-årsdagen (1612 - 2012).

## Bemärkta elever
- Gustaf Düben den äldre, kompositör, 1628–1690
- Nicodemus Tessin den yngre, arkitekt, 1654–1728
- Sophia Elisabet Brenner, författare, 1659–1730
- Christopher Polhem, uppfinnare och industriman, 1661–1751
- Johan Arendt Bellman, professor i retorik i Uppsala och universitetets rektor (1704), farfar till nationalskalden Carl Michael Bellman, 1664–1709
- Mårten Triewald, en av Vetenskapsakademiens stiftare, 1691–1747
- Johan Helmich Roman, kompositör, 1694–1758
- Carl Reinhold Berch, numismatiker, 1706–1777
- Daniel Fehrman, medaljgravör, 1710–1780
- Niklas Lafrensen, porträttmålare, 1737–1807
- Johan Tobias Sergel, bildhuggare, 1740–1814
- Carl Ulrik Broocman, pedagog, 1783–1812
- John Ausonius, "Lasermannen", mördare och bankrånare, 1953–
- Mattias Miksche, företagsledare, 1968–
- Sven Tumba, hockeylegend, 1931-2011